# Riben
Riben är en svensk adelsätt, av samma ursprung som ätten Ribben.
| ” | Een blå Skiöld hwaruti wisar sig en bandewijs stäld qwistig Staf af Gull emellan Twenne Rosor af samma Metall. Åfwan på Skiölden står en öpen Tornerhielm, hwar öfwer står en tillbaka seende Trana af Gull, Hållandes een Steen i Foten. Krantzen och Löfwärket är af Gull och Blått, som detta Wapnet med sine rätta och egentelige Färgor här hoos afmåhlat finnes.” Sköldebrevet i original, RHA | „ |

Ätten ska enligt traditionen komma från Kiel i Tyskland där den skulle ha varit borgare. Ätten  har inget känt samband med den tyska ätten von Rieben i Mecklenburg-Strelitz.
Äldsta belagda stamfader är Evald Ribe (1594-1648) som var rektor vid stadsskolan i Rostock. Ätten inkom till Sverige med dennes son, Mattias Bernhard Ribe (1625-1696) som efter en tjänst som fältskär samt medlemskap i Stockholms barberareämbete, blev hovkirurg och direktör över Kirurgiska societeten. Hans hustru hette Margareta Rosina Salvia. De fick två söner, Evald och Mattias Ribe. Evald blev stamfader till ätten Ribben.
Mattias Ribe blev 1698 medicine doktor vid Uppsala universitet och var sedan livmedikus till bl.a. Karl XII. I den egenskapen adlades han i Timurtasch vid Adrianopel år 1713 med namnet Riben. Ätten introducerades 1719 på nummer 1476. Mattias Riben blev sedermera preses för Collegium medicum och arkiater hos änkedrottning Hedvig Eleonora. Mattias Riben var gift med Dorotea Harmens född i släkten Harmens, vars mor Magdalena Törne var Bureättling och släkt med Petrus Kenicius. Deras dotter Eleonora Sophia Riben var gift med generalmajoren Peter von Törne och hennes syster Fredrika med överstelöjtnanten Carl Didrik Svedenheim. Två bröder till dessa förde ätten vidare på svärdssidan, kammarherren Carl och majoren Mattias Adolf Riben. Den senare av dessa var gift Tornérhielm men hans gren slöts i generationen efter honom.
Carl Riben var i sitt andra äktenskap av två gift med Margareta Iserhielm, varmed han kom i besittning av säteriet i Löfstad i Uppland, med underliggande hemman. Ätten fortlevde med barn ur detta äktenskap.
Till ätten hör expeditionschefen för Lantförsvarsdepartementet Carl Wilhelm Riben, chefen för Kungliga teatern, Karl-Axel Riben, amiralen Fredrik Riben och justitierådet Olof Riben.
Ättens nuvarande huvudman är juris kandidat Staffan Riben (född 1941), ordförande i Riddarhusutskottet och tidigare Statoil-direktör.